# Antonio Girardo
Antonio Girardo (Monticello Conte Otto, 24 gennaio 1937 – Vicenza, 18 aprile 2023) è stato un calciatore italiano, di ruolo centrocampista negli anni cinquanta e sessanta.

## Carriera
Lega il suo nome a due squadre: l'Alessandria, con cui disputa gli ultimi tre campionati di Serie A finora disputati dai piemontesi, e il Napoli, dove è titolare per ben 9 stagioni alternandosi nel ruolo di mediano e terzino sinistro, 6 in A e 3 in B, vivendo il passaggio dalla crisi dei primi anni sessanta (due retrocessioni in B in due anni) al secondo posto nella stagione 1967-68 con le stelle Altafini, Sívori, Juliano e Zoff. Con i partenopei conquista la Coppa Italia 1961-1962, e due promozioni dalla B nelle annate 1961-62 e 1964-65.
Ha concluso la carriera nel 1969 in Serie C con l'Internapoli, sfiorando la promozione in B a fianco di future stelle del calibro di Giorgio Chinaglia e Giuseppe Wilson, con allenatore Luís Vinício.
In carriera ha totalizzato complessivamente 192 presenze e 2 reti in Serie A, 58 presenze e 3 reti in Serie B e 19 presenze in Serie C.

## Palmarès

### Club

#### Competizioni nazionali
- Coppa Italia: 1

Napoli: 1961-1962

#### Competizioni internazionali
- Coppa delle Alpi: 1

Napoli: 1966